# Marcel Fleschhut
Marcel Fleschhut (ur. 1 czerwca 1990) – niemiecki kolarz górski, srebrny medalista mistrzostw świata.

## Kariera
Największy sukces w karierze Marcel Fleschhut osiągnął w 2010 roku, kiedy wspólnie z Manuelem Fumicem, Julianem Schelbem i Sabine Spitz zdobył srebrny medal w sztafecie cross-country podczas mistrzostw świata w Mont-Sainte-Anne. Na tej samej imprezie zajął także 22. miejsce medal w indywidualnej rywalizacji młodzieżowców. Na rozgrywanych rok później mistrzostwach świata w Champéry Niemcy z Fleschhutem w składzie zajęli piątą pozycję w sztafecie. Jak dotąd nie startował na igrzyskach olimpijskich.